# Sběratel kostí (román)
Sběratel kostí je detektivní román Jeferyho Deavera. Jde o první knihu série Lincoln Rhyme. Poprvé vyšla v roce 1997.
Jedná se o příběhy bývalého NYPD policisty Lincolna Rhyma, kvadruplegika ochrnutého od ramen dolů po nehodě na pracovišti a jeho asistentky a partnerky Amélie Sachsové, vynikající střelkyně a milovnice rychlých aut s talentem na ohledávání místa činu.

## Obsah
Hlavním hrdinou je bývalý newyorský kriminalista Lincoln Rhyme, který je po nehodě na pracovišti, kdy mu krční obratel C4 roztříštil padající dubový trám, ochrnutý od ramen dolů. Jednoho dne ho jeho bývalý přítel Lon Sellito z oddělení vražd požádá o pomoc s případem Sběratele kostí, vraha, který je fascinován kostmi svých obětí. Rhyme váhá, ale nakonec výzvu přijímá. Mezitím pochůzkářka a bývalá modelka Amélie Sachsová zastavuje celý vlak a uzavírá ulici Jedenáctou Avenue, aby nedošlo k porušení místa činu, čímž znemožňuje senátorovi stihnout vlastní projev. Tímto činem si získá Rhymovy sympatie a nedlouho poté začíná nedobrovolně pracovat jako Rhymovy oči, ruce a nohy na místě činu, což vede k pozdějšímu vyřešení případu. Přes počáteční neshody se mezi nimi dokonce vytvoří silné přátelství.

## Film
V roce 1999 byl natočen film Sběratel kostí inspirován tímto románem. V hlavních rolích s Angelinou Jolie a Denzelem Washingtonem.

## Audioknihy
Román byl roku 2015 převeden do podoby audioknihy. Interpretace se ujal Jan Vondráček.